# Sideractinidae
Sideractinidae Danielssen, 1890 è una famiglia di esacoralli dell'ordine Corallimorpharia.

## Tassonomia
La famiglia comprende i seguenti generi, entrambi monospecifici:
- Nectactis Gravier, 1918
- Sideractis Danielssen, 1890

## Distribuzione e habitat
Entrambe le specie sono ristrette alle acque profonde del versante nord-orientale dell'oceano Atlantico; Sideractis glacialis estende il suo areale al bacino occidentale del mar Mediterraneo.